# 荊芥連翹湯
荊芥連翹湯（けいがいれんぎょうとう）は、漢方薬方剤の一つ。病院で処方される医療用医薬品と薬局等で購入できる一般用医薬品がある。味は苦みが強く飲みにくいため錠剤漢方もある。

## 概要
身体の内部の熱を冷まし解熱作用のある荊芥・連翹、解毒作用のある黄連解毒湯の成分、血液補強の四物湯の成分、止痛作用のある防風・白芷、痰を取り除く枳実・桔梗、鼻づまり解消の薄荷、消化器を保護する甘草で構成。副鼻腔炎に適用。鼻、喉の炎症性疾患や風邪、皮膚炎等に応用。

## 適応
体力中等度以上で、皮膚の色が浅黒く、ときに手足の裏に脂汗をかきやすく腹壁が緊張しているものの次の諸症：
副鼻腔炎（蓄膿症）、慢性鼻炎、慢性扁桃炎、にきび

## 組成
荊芥（けいがい）、柴胡（さいこ）、川芎（せんきゅう）、当帰（とうき）、地黄（じおう）、芍薬（しゃくやく）、白芷（びゃくし）、防風（ぼうふう）、薄荷（はっか）、山梔子（さんしし）、黄岑（おうごん）、桔梗（ききょう）、連翹（れんぎょう）、甘草（かんぞう）、枳実（きじつ）、黄柏（おうばく）、黄連（おうれん）。